# Gunnar Öquist

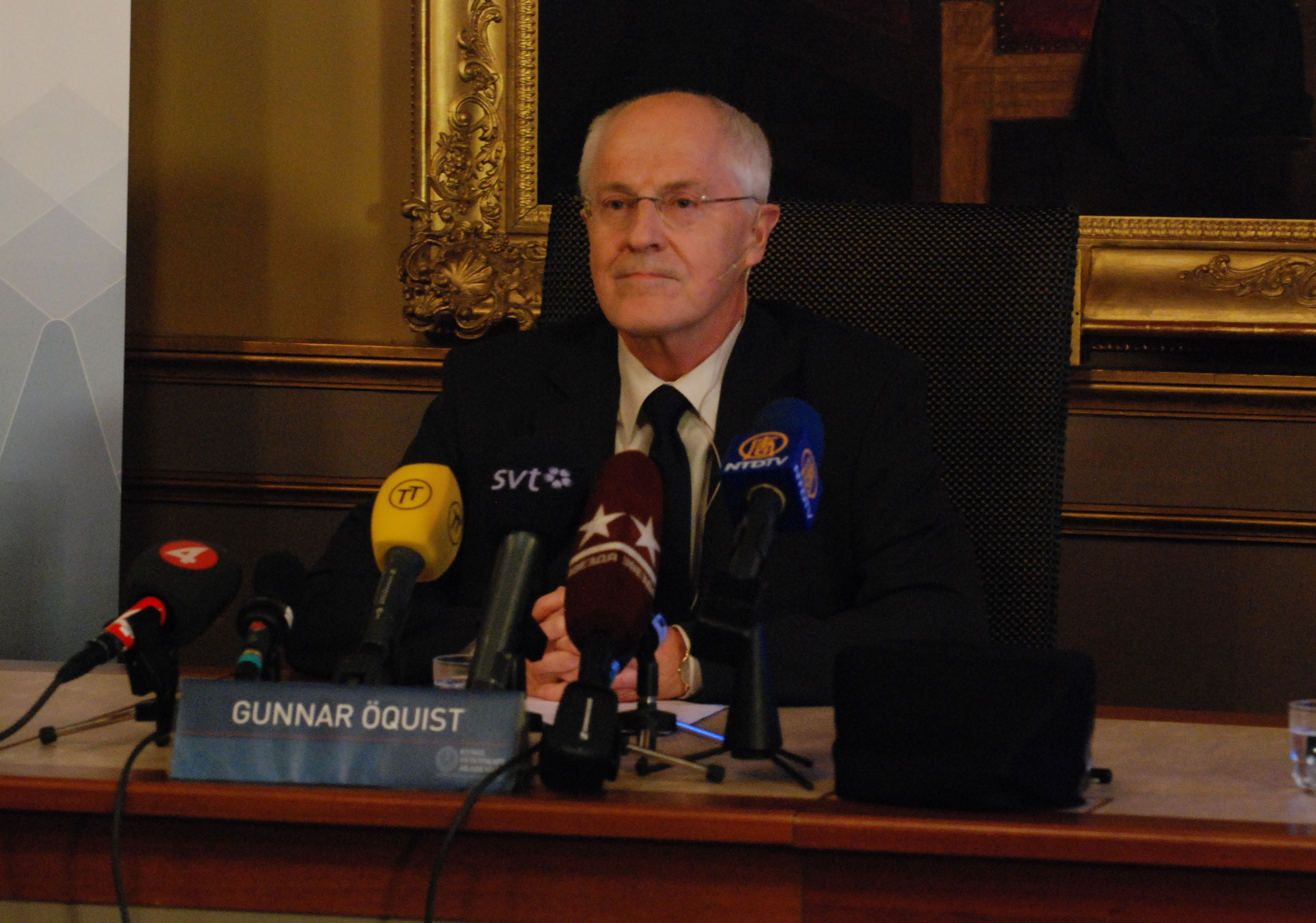
Gunnar Öquist vid presskonferens för tillkännagivandet av vilka som tilldelats Nobelpriset i kemi 2009.

Gunnar Öquist, född 1941, är en svensk biolog som är professor i växtfysiologi vid Umeå universitet och fram till juli 2010 sekreterare för Kungliga Vetenskapsakademien.
Han avlade grundexamen vid Uppsala universitet 1967 och började 1968 studera inom forskarutbildningen vid Umeå universitet. Han disputerade i Umeå 1972 på doktorsavhandlingen Some effects of light intensity and iron deficiency on pigmentation and photosynthesis in the blue-green alga Anacystis nidulans. Han blev docent i växtfysiologi 1974. Efter två år vid Lunds universitet återkom han till Umeå universitet 1976, och blev 1981 professor i växtfysiologi i Umeå.
Öquists forskningsområde har varit anpassning av fotosyntesen hos cyanobakterier, alger och högre växter när de utsätts för variationer i ljusintensitet, temperatur, vattentillgång eller näringstillgång.
Öquist var huvudsekreterare för Naturvetenskapliga forskningsrådet 1993 till 1999. 
Öquist har varit ledamot av Kungliga Vetenskapsakademien sedan 1986 och blev akademiens ständige sekreterare 1 juli 2003, då han efterträdde Erling Norrby. 1 juli 2010 efterträddes han på posten av Staffan Normark, och fick Höpkenmedaljen i guld 2011 ”för sina utomordentliga insatser som ständig sekreterare i Vetenskapsakademien under perioden 2003–2010”. År 2009 kallades han till utländsk ledamot av Finska Vetenskaps-Societeten.